# Muzeum Gorzelnictwa w Turwi
Muzeum Gorzelnictwa w Turwi – prywatne muzeum położone we wsi Turew. 

## Charakterystyka
Znajduje się przy wciąż funkcjonującej gorzelni, należącej do firmy Top Farms Sp. z o.o. z siedzibą w Poznaniu. Do roku 2011 gorzelnia produkowała spirytus na potrzeby koncernu Pernod Ricard, właściciela marki Wyborowa (z dostarczanej surówki powstawała wódka marki Wyborowa Exquisite).
Muzeum funkcjonuje od 2004 roku w budynku gorzelni, wybudowanej w roku 1918. Jego twórcą i pomysłodawcą jest Grzegorz Konieczny. Eksponaty pochodzą ze zlikwidowanych wielkopolskich gorzelni. Do najciekawszych należy para areometrów, wyprodukowanych w Rotterdamie w 1863 roku oraz 10-tonowy kocioł parowy, pochodzący z gorzelni w Starym Gołębinie. Ponadto w ekspozycji znajdują się m.in. pompy zacierowe, pompy wodne, aparaty destylacyjne, kłódki akcyzowe, aparaty Sellerona, waga skrobiowa oraz dokumenty i literatura.